# Granite City (Illinois)
Granite City je grad u američkoj saveznoj državi Ilinois. Prema popisu stanovništva iz 2010. u njemu je živjelo 29.849 stanovnika.